# Tonkinbukten

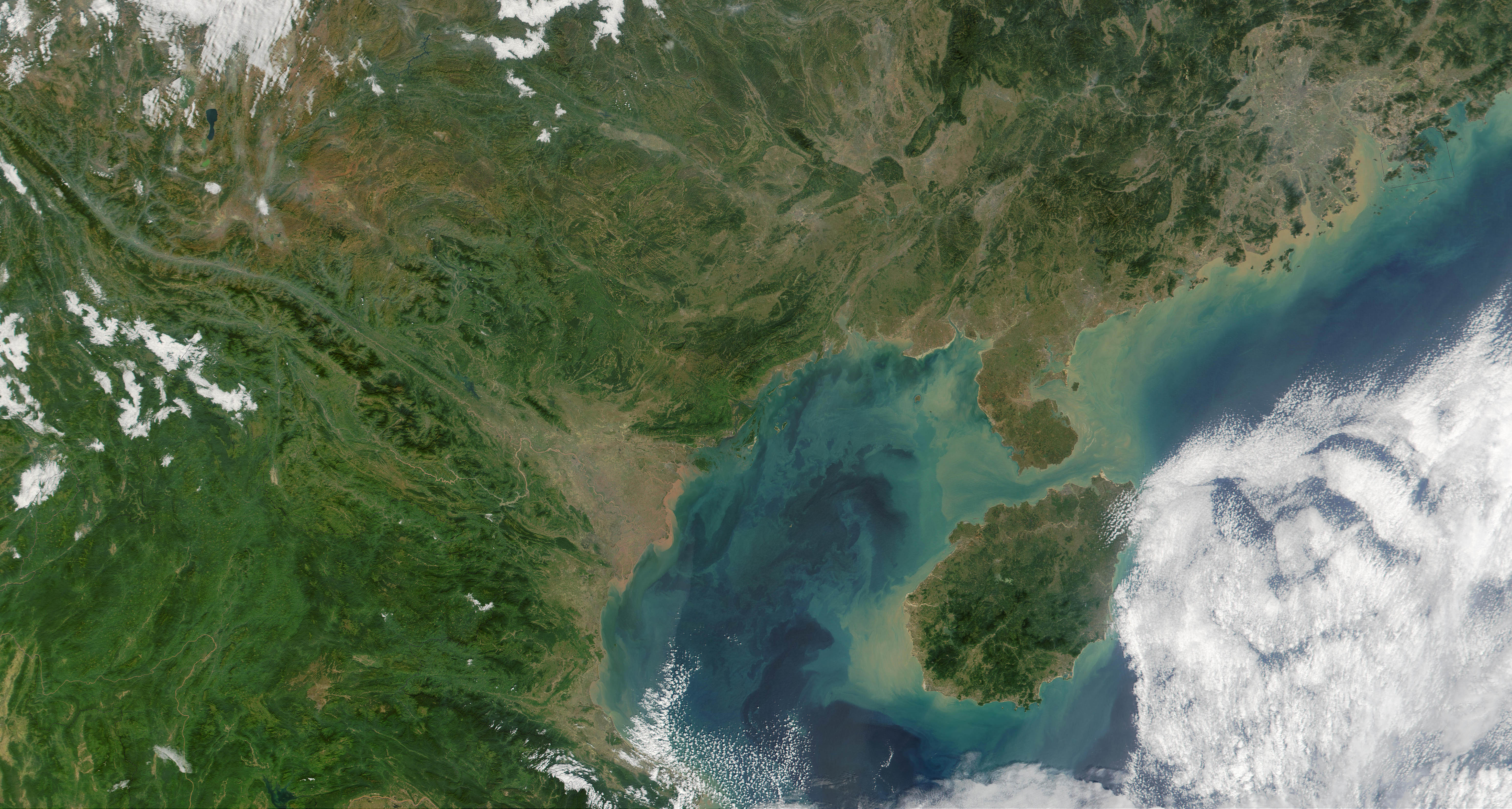
Tonkinbukten

Tonkinbukten är en del av Sydkinesiska havet och gränsar till Vietnam i väster och Kina i norr. Ytan är 90 000 km² och största djupet är 68 m. Området är känt för Ha-Longbukten och för att startskotten för Vietnamkriget, som benämns Tonkinbuktsintermezzot, utspelade sig här. Det finns dessutom stora olja- och naturgasfyndigheter i området. I Kina benämns havet (transkriberat) Beibugolfen.

## Historia
Namnet Tonkin, med kinesiska tecken 東京 och Đông Kinh på vietnamesiska, betyder östra huvudstaden och är en tidigare toponym för Hanoi. I augusti 1964 deklarerade USA:s president Lyndon B. Johnson att nordvietnamesiska styrkor två gånger hade attackerat en amerikansk jagare i Tonkinbukten. Idag är denna händelse känd som Tonkinbuktsintermezzot.